# Temirtau
Temirtau (en kazajo: Теміртау, ruso: Темиртау) es una ciudad en la provincia de Karagandá, en Kazajistán, a la orilla del río Nura. Su población en el año 2009 era de 182 500 habitantes.

## Historia

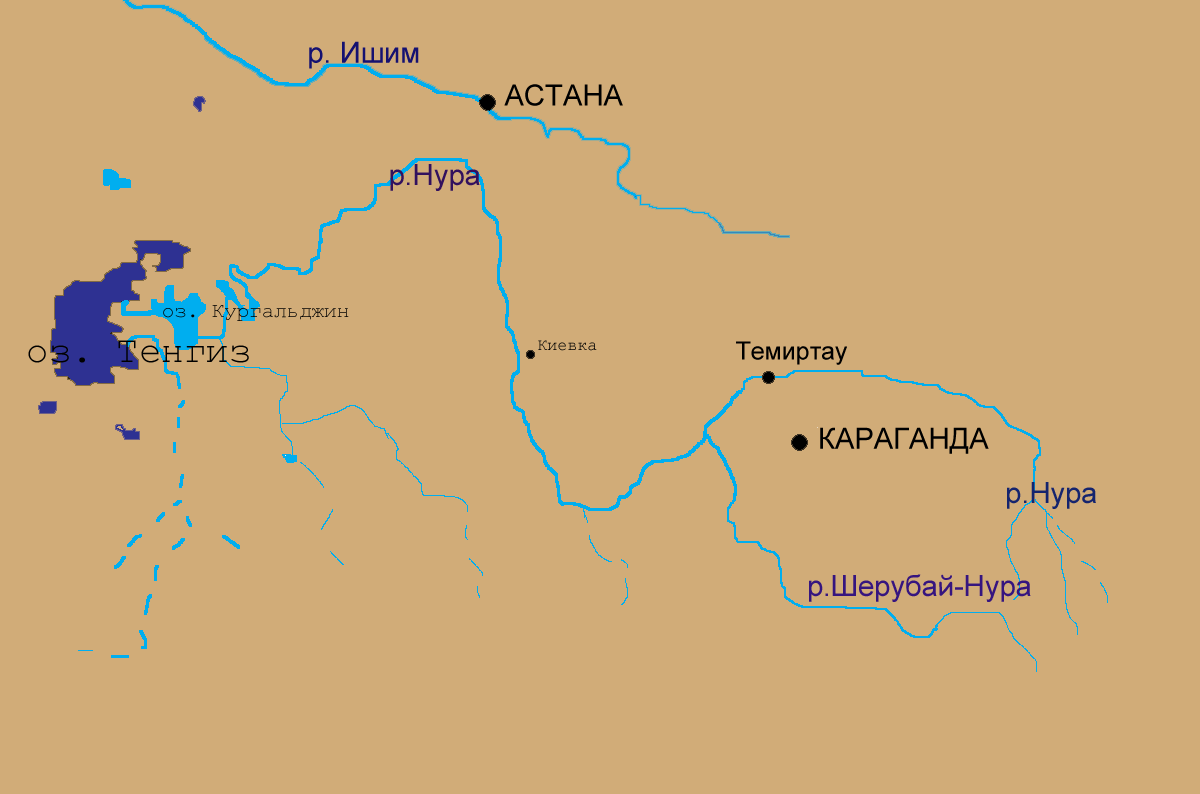
Mapa en ruso del río Nura en el que aparece Temirtau (Темиртау)

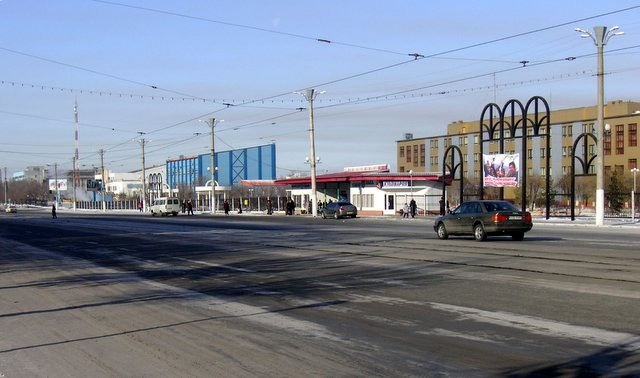
Avenida de Temirtau

Temirtau se fundó en 1905 cuando cuarenta familias procedentes de Samara se asentaron en este lugar ylo llamaron Zhaur (Жаур). En 1911 se construyó en la localidad el primer colegio y hospital. En 1939 empezó a construirse una presa sobre el río Nura, y poco después, una planta de energía nuclear. 
En 1945 se cambia el nombre al actual, que en idioma kazajo significa montaña de hierro. Durante la Segunda Guerra Mundial muchos prisioneros japoneses estuvieron presos en los alrededores de Temirtau. En 1973, se levantó un monumento con una llama eterna dedicado a los soldados muertos en dicha guerra.

## Ciudades hermanadas
- Zenica, Bosnia Herzegovina.

- Datos: Q1001104
- Multimedia: Temirtau / Q1001104